# Cyrtochilum umbrosum
Cyrtochilum umbrosum är en orkidéart som först beskrevs av Heinrich Gustav Reichenbach, och fick sitt nu gällande namn av Stig Dalström. Cyrtochilum umbrosum ingår i släktet Cyrtochilum, och familjen orkidéer. Inga underarter finns listade i Catalogue of Life.